# میک باکستر
میک باکستر (انگلیسی: Mick Baxter; ۳۰ دسامبر ۱۹۵۶ – ۱۶ ژانویهٔ ۱۹۸۹) بازیکن فوتبال اهل بریتانیا بود.
از باشگاه‌هایی که در آن بازی کرده‌است می‌توان به باشگاه فوتبال میدلزبرو اشاره کرد.